# Épône
 Épône  es una ciudad y comuna francesa, en la región de Isla de Francia à 40 kilómetros de París, en el departamento de Yvelines, en el distrito de Mantes-la-Jolie y cantón de Guerville.

## Demografía
| 1101 | 1682 | 3239 | 3865 | 5008 | 5233 | 6706 | 6418 |
| Para los censos de 1962 a 1999 la población legal corresponde a la población sin duplicidades (Fuente: INSEE [Consultar]) |      |      |      |      |      |      |      |

Es la comuna más poblada del cantón de Guerville.

### Aglomeración urbana
Su aglomeración urbana incluye también Mézières-sur-Seine. La población en el censo de 1999 ascendía a 9.759 habitantes y la superficie era de 23,19 km².
| 2206 | 2973 | 4856 | 5636 | 6976 | 7357 | 9432 | 9759 |
| Para los censos de 1962 a 1999 la población legal corresponde a la población sin duplicidades (Fuente: INSEE [Consultar]) |      |      |      |      |      |      |      |